# Brad (gruppo musicale)
I Brad sono un gruppo musicale alternative rock formatosi a Seattle, Washington, nel 1992.
Esso include un gruppo di amici musicisti, tra cui Stone Gossard dei Pearl Jam, Shawn Smith dei Pigeonhed e dei Satchel.

## Storia
Il gruppo si è costituito ufficialmente nel 1992, anche se i membri della band suonavano già da tempo assieme. Il gruppo voleva originariamente chiamarsi Shame, ma il nome era già stato utilizzato dalla band di Brad Wilson, così decisero di chiamarsi Brad e di intitolare il loro primo album Shame. Shame, pubblicato il 27 aprile 1993 negli States, è stato registrato in circa 20 giorni, con molti brani tratti dalle loro jam session in studio.
L'album seguente, Interiors, pubblicato il 24 giugno 1997, aveva un'intenzione diversa dal primo album, caratterizzato da un mix diverso di stili. All'uscita dell'album seguì un tour che toccò Australia e Nuova Zelanda nel 1998. Nel singolo The Day Brings figura Stone Gossard alla lead guitar.
Nel terzo album, Welcome to Discovery Park, pubblicato il 13 agosto 2002, ancora una volta i Brad mescolano i diversi stili unendo la crudezza del primo album al più curato Interiors. Nel 2003, al ritorno dal tour australiano in supporto a Welcome to Discovery Park, i Brad registrano le canzoni per un nuovo album che sarà pubblicato solo dopo sette anni, il 10 agosto 2010, col titolo di Best Friends?.
Nel 2005 pubblicano un album di canzoni inedite o incomplete dei Brad e Satchel chiamato appunto Brad vs Satchel. A partire dal 2007 è entrato a far parte dei Brad Kevin Wood (ex Malfunkshun) come chitarrista.

## Formazione

### Formazione attuale
- Stone Gossard – chitarra, seconda voce
- Regan Hagar – batteria
- Shawn Smith – voce principale, pianoforte, organo
- Keith Lowe – basso

Il 3 aprile 2019 Shawn Smith moriva a seguito della rottura dell'aorta.

### Altri membri
- Matt Brown - chitarra, tastiere (1997)
- Elizabeth Pupo-Walker - percussioni (2001–2002)
- Thaddeus Turner - chitarra, basso (2001–2002)
- James Hall - chitarra, tastiere (1997)
- Mike Berg - basso (1997–2005)
- Kevin Wood - chitarra (2007)
- Jeremy Toback - basso (1993–1997)

## Discografia

### Album
- 1993 - Shame
- 1997 - Interiors
- 2002 - Welcome to Discovery Park
- 2010 - Best Friends?
- 2012 - United We Stand

### Compilation
- 1993 - Loosegroove Vol. 1 Sampler (Loosegroove Records), con il brano The Day Brings (dall'album Interiors)
- 1999 - End Sessions (107.7 The End), con il brano The Day Brings (dall'album Interiors)
- 2004 - Lazy Sunday 4 (EMI Records), con il brano 20th Century ('66 Chevelle Mix) (mix alternativo dall'album Shame)
- 2005 - Brad vs Satchel

### Colonne sonore
- 1994 - Threesome Official Soundtrack (Loosegroove Records), con il brano Buttercup (dall'album Shame)
- 1998 - Chicago Cab Official Soundtrack (Epic Records), con il brano Secret Girl (dall'album Interiors)

### Singoli
- 1993 - Screen/Buttercup
- 1993 - 20th Century
- 1997 - The Day Brings
- 1997 - Secret Girl
- 2003 - Revolution
- 2003 - La La La
- 2003 - Shinin'
- 2012 - Waters Deep